# Liste der Baudenkmale in Rinteln
In der Liste der Baudenkmale in Rinteln sind die Baudenkmale der niedersächsischen Stadt Rinteln und ihrer Ortsteile aufgelistet. Die Quelle der Baudenkmale ist der Denkmalatlas Niedersachsen. Der Stand der Liste ist der 30. Mai 2020.

## Allgemein
In den Spalten befinden sich folgende Informationen:
- Lage: die Adresse des Baudenkmales und die geographischen Koordinaten. Kartenansicht, um Koordinaten zu setzen. In der Kartenansicht sind Baudenkmale ohne Koordinaten mit einem roten Marker dargestellt und können in der Karte gesetzt werden. Baudenkmale ohne Bild sind mit einem blauen Marker gekennzeichnet, Baudenkmale mit Bild mit einem grünen Marker.
- Bezeichnung: Bezeichnung des Baudenkmales
- Beschreibung: die Beschreibung des Baudenkmales. Unter § 3 Abs. 2 NDSchG werden Einzeldenkmale und unter § 3 Abs. 3 NDSchG Gruppen baulicher Anlagen und deren Bestandteile ausgewiesen.
- ID: die Objekt-ID des Baudenkmales
- Bild: ein Bild des Baudenkmales, ggf. zusätzlich mit einem Link zu weiteren Fotos des Baudenkmals im Medienarchiv Wikimedia Commons. Wenn man auf das Kamerasymbol klickt, können Fotos zu Baudenkmalen aus dieser Liste hochgeladen werden:

## Ahe
| Lage                                    | Bezeichnung               | Beschreibung     | ID       | Bild |
| --------------------------------------- | ------------------------- | ---------------- | -------- | ---- |
| Gut Neelhof 1 52° 11′ 8″ N, 9° 7′ 14″ O | Gutshof "Kleiner Neelhof" | Baudenkmalgruppe | 34062961 | BW   |
| Gut Neelhof 2 52° 10′ 55″ N, 9° 7′ 3″ O | Gutshof "Großer Neelhof"  | Baudenkmalgruppe | 34062947 | BW   |

## Deckbergen
| Lage                                            | Bezeichnung                                                  | Beschreibung     | ID       | Bild |
| ----------------------------------------------- | ------------------------------------------------------------ | ---------------- | -------- | ---- |
| Alte Heerstraße 17 B 52° 11′ 55″ N, 9° 10′ 6″ O | Wohnhaus                                                     |                  | 34063358 | BW   |
| Am Essmannshof 1 52° 11′ 59″ N, 9° 10′ 0″ O     | Wohnhaus                                                     |                  | 34063379 | BW   |
| Am Kirchplatz 1 52° 12′ 9″ N, 9° 10′ 0″ O       | Kirche Am Kirchplatz 1                                       | Baudenkmalgruppe | 34062975 | BW   |
| Am Kirchplatz 1 52° 12′ 9″ N, 9° 10′ 1″ O       | Kirche (Bauwerk). (Baudenkmalgruppe: Kirche Am Kirchplatz 1) |                  | 34063399 | BW   |
| Am Kirchplatz 2 52° 12′ 8″ N, 9° 10′ 1″ O       | Pfarrhaus                                                    |                  | 34063421 | BW   |
| Am Thie 2 52° 12′ 7″ N, 9° 9′ 59″ O             | Wohnhaus                                                     |                  | 34063441 | BW   |
| Mühlenweg 2 52° 12′ 9″ N, 9° 10′ 9″ O           | Wohnhaus                                                     |                  | 34063461 | BW   |

## Engern
| Lage                                          | Bezeichnung | Beschreibung | ID       | Bild |
| --------------------------------------------- | ----------- | ------------ | -------- | ---- |
| Berliner Straße 24 52° 11′ 42″ N, 9° 6′ 13″ O | Wohnhaus    |              | 34063501 | BW   |
| Berliner Straße 35 52° 11′ 41″ N, 9° 6′ 27″ O | Wohnhaus    |              | 34063521 | BW   |

## Exten
| Lage                                                     | Bezeichnung                                                             | Beschreibung         | ID       | Bild |
| -------------------------------------------------------- | ----------------------------------------------------------------------- | -------------------- | -------- | ---- |
| Am Anger 52° 10′ 13″ N, 9° 5′ 52″ O                      | Kriegerdenkmal                                                          |                      | 34063602 | BW   |
| Am Eisenhammer 12 52° 9′ 49″ N, 9° 6′ 33″ O              | Wehr                                                                    | Unterer Eisenhammer  | 35518088 | BW   |
| Am Eisenhammer 12 52° 9′ 58″ N, 9° 6′ 19″ O              | Wassergraben                                                            | Hammergraben         | 35518317 | BW   |
| Am Eisenhammer 12 52° 9′ 58″ N, 9° 6′ 17″ O              | Hammerwerk                                                              | Unterer Eisenhammer  | 35517700 |      |
| Oberer Eisenhammer 3 52° 9′ 41″ N, 9° 6′ 29″ O           | Wassergraben                                                            | Hammergraben         | 34064635 | BW   |
| Oberer Eisenhammer 3 52° 9′ 41″ N, 9° 6′ 29″ O           | Hammerwerk                                                              | Oberer Eisenhammer   | 34064062 | BW   |
| Hinter der Kirche 52° 10′ 26″ N, 9° 5′ 59″ O             | Ev. Pfarrkirche Hinter der Kirche                                       | Baudenkmalgruppe     | 34062990 |      |
| Hinter der Kirche 52° 10′ 26″ N, 9° 5′ 59″ O             | Kirche (Bauwerk). (Baudenkmalgruppe: Ev. Pfarrkirche Hinter der Kirche) |                      | 34063624 |      |
| Hinter der Kirche 52° 10′ 25″ N, 9° 5′ 59″ O             | Kriegerdenkmal. (Baudenkmalgruppe: Ev. Pfarrkirche Hinter der Kirche)   |                      | 34063647 | BW   |
| Hinter der Kirche 1 a 52° 10′ 25″ N, 9° 5′ 56″ O         | Scheune. (Baudenkmalgruppe: Gutshof Mittelstraße 23, 42)                |                      | 34064373 | BW   |
| Im Gallenort 20 52° 10′ 20″ N, 9° 5′ 48″ O               | Orangerie. (Baudenkmalgruppe: Gutshof Mittelstraße 23, 42)              |                      | 34064429 |      |
| Im Harrank 1 52° 10′ 7″ N, 9° 5′ 52″ O                   | Wohnhaus                                                                |                      | 34063718 | BW   |
| Im Obernfeld 2 52° 10′ 10″ N, 9° 5′ 57″ O                | Wassermühle                                                             | Stiftsmühle          | 34063761 | BW   |
| Im Poll 5 52° 10′ 0″ N, 9° 5′ 57″ O                      | Wohnhaus                                                                |                      | 34063785 | BW   |
| Im Poll 6 52° 9′ 59″ N, 9° 5′ 59″ O                      | Backhaus                                                                |                      | 34063805 | BW   |
| Im Poll 8 52° 9′ 58″ N, 9° 6′ 1″ O                       | Wohn-/Wirtschaftsgebäude                                                | Pollhof              | 34063825 | BW   |
| Kleine Heide 16 52° 9′ 50″ N, 9° 6′ 45″ O                | Wohnhaus                                                                |                      | 34072254 | BW   |
| Mittelstraße (L 433, km 0,985) 52° 10′ 9″ N, 9° 5′ 51″ O | Brücke (Bauwerk)                                                        | Brücke über WL Exter | 34063845 | BW   |
| Mittelstraße 52° 10′ 10″ N, 9° 5′ 53″ O                  | Kreuzstein                                                              |                      | 34063872 | BW   |
| Mittelstraße 1 52° 10′ 7″ N, 9° 5′ 49″ O                 | Wohnhaus                                                                |                      | 34063892 | BW   |
| Mittelstraße 11 52° 10′ 15″ N, 9° 5′ 53″ O               | Hallenhaus                                                              |                      | 34063912 | BW   |
| Mittelstraße 12 52° 10′ 15″ N, 9° 5′ 54″ O               | Scheune                                                                 |                      | 34063952 | BW   |
| Mittelstraße 13 52° 10′ 16″ N, 9° 5′ 53″ O               | Wohnhaus                                                                |                      | 34063972 | BW   |
| Mittelstraße 20 52° 10′ 23″ N, 9° 5′ 56″ O               | Wohnhaus                                                                |                      | 34064007 | BW   |
| Mittelstraße 52° 10′ 23″ N, 9° 5′ 50″ O                  | Gutshof Mittelstraße 23, 42                                             |                      | 34063036 | BW   |
| Mittelstraße 23 52° 10′ 23″ N, 9° 5′ 52″ O               | Herrenhaus (Bauwerk). (Baudenkmalgruppe: Gutshof Mittelstraße 23, 42)   |                      | 34064032 |      |
| Mittelstraße 23 52° 10′ 22″ N, 9° 5′ 48″ O               | Park. (Baudenkmalgruppe: Gutshof Mittelstraße 23, 42)                   |                      | 34064479 | BW   |
| Mittelstraße 23 52° 10′ 26″ N, 9° 5′ 51″ O               | Remise. (Baudenkmalgruppe: Gutshof Mittelstraße 23, 42)                 |                      | 34064266 | BW   |
| Mittelstraße 23 52° 10′ 28″ N, 9° 5′ 52″ O               | Schafstall. (Baudenkmalgruppe: Gutshof Mittelstraße 23, 42)             |                      | 34064454 | BW   |
| Mittelstraße 23 52° 10′ 26″ N, 9° 5′ 53″ O               | Scheune. (Baudenkmalgruppe: Gutshof Mittelstraße 23, 42)                |                      | 34064344 | BW   |
| Mittelstraße 23 52° 10′ 24″ N, 9° 5′ 54″ O               | Stall. (Baudenkmalgruppe: Gutshof Mittelstraße 23, 42)                  |                      | 34064319 | BW   |
| Mittelstraße 23a 52° 10′ 22″ N, 9° 5′ 52″ O              | Wirtschaftsgebäude. (Baudenkmalgruppe: Gutshof Mittelstraße 23, 42)     | Kutschenstall        | 34064291 | BW   |
| Mittelstraße 23b 52° 10′ 24″ N, 9° 5′ 52″ O              | Wohnhaus. (Baudenkmalgruppe: Gutshof Mittelstraße 23, 42)               | Verwalterhaus        | 34064213 | BW   |
| Mittelstraße 23c 52° 10′ 24″ N, 9° 5′ 52″ O              | Wohnhaus. (Baudenkmalgruppe: Gutshof Mittelstraße 23, 42)               |                      | 34064548 | BW   |
| Mittelstraße 23d 52° 10′ 25″ N, 9° 5′ 51″ O              | Wohnhaus. (Baudenkmalgruppe: Gutshof Mittelstraße 23, 42)               | Gesindehaus          | 34064239 | BW   |
| Vor den Höfen 12 52° 10′ 10″ N, 9° 5′ 45″ O              | Wohn-/Wirtschaftsgebäude                                                |                      | 34064192 | BW   |
| Uchtdorfer Straße 20 52° 9′ 42″ N, 9° 5′ 55″ O           | Wohnhaus                                                                |                      | 34064106 | BW   |

## Friedrichswald
| Lage                                     | Bezeichnung | Beschreibung | ID       | Bild |
| ---------------------------------------- | ----------- | ------------ | -------- | ---- |
| In der Weide 4 52° 7′ 46″ N, 9° 9′ 16″ O | Wohnhaus    |              | 34064680 | BW   |
| In der Weide 9 52° 7′ 45″ N, 9° 9′ 6″ O  | Wohnhaus    |              | 34064705 | BW   |

## Goldbeck
Hier sind keine Baudenkmale bekannt.

## Hohenrode
| Lage                                          | Bezeichnung                                                               | Beschreibung     | ID       | Bild |
| --------------------------------------------- | ------------------------------------------------------------------------- | ---------------- | -------- | ---- |
| Hünenburgstraße 52° 10′ 21″ N, 9° 9′ 2″ O     | Pfarrhaus Hünenburgstraße 5                                               | Baudenkmalgruppe | 34063056 | BW   |
| Hünenburgstraße 5 52° 10′ 22″ N, 9° 9′ 2″ O   | Pfarrhaus. (Baudenkmalgruppe: Pfarrhaus Hünenburgstraße 5)                |                  | 34064749 | BW   |
| Hünenburgstraße 5 A 52° 10′ 22″ N, 9° 9′ 1″ O | Scheune. (Baudenkmalgruppe: Pfarrhaus Hünenburgstraße 5)                  | Pfarrscheune     | 34064771 | BW   |
| Hünenburgstraße 52° 10′ 25″ N, 9° 9′ 0″ O     | Hofanlage Hünenburgstraße 6                                               | Baudenkmalgruppe | 42096787 | BW   |
| Hünenburgstraße 6 52° 10′ 25″ N, 9° 9′ 0″ O   | Wohnanbau. (Baudenkmalgruppe: Hofanlage Hünenburgstraße 6)                |                  | 42096819 | BW   |
| Hünenburgstraße 6 52° 10′ 25″ N, 9° 9′ 0″ O   | Wohn-/Wirtschaftsgebäude. (Baudenkmalgruppe: Hofanlage Hünenburgstraße 6) |                  | 42096799 | BW   |
| Hünenburgstraße 6 52° 10′ 25″ N, 9° 9′ 1″ O   | Wirtschaftsanbau. (Baudenkmalgruppe: Hofanlage Hünenburgstraße 6)         |                  | 42096838 | BW   |
| Hünenburgstraße 6 52° 10′ 25″ N, 9° 9′ 0″ O   | Stallgebäude. (Baudenkmalgruppe: Hofanlage Hünenburgstraße 6)             |                  | 42096857 | BW   |
| Hünenburgstraße 15 52° 10′ 16″ N, 9° 8′ 54″ O | Wohnhaus                                                                  |                  | 34064794 | BW   |
| Kirchweg 4 52° 10′ 23″ N, 9° 9′ 5″ O          | Scheune                                                                   |                  | 34064834 | BW   |
| Kirchweg 4 52° 10′ 23″ N, 9° 9′ 4″ O          | Wohnhaus                                                                  |                  | 34064814 | BW   |
| Kirchweg 5 52° 10′ 24″ N, 9° 9′ 7″ O          | Kirche (Bauwerk)                                                          |                  | 34064854 | BW   |
| Landstraße 5 52° 10′ 29″ N, 9° 8′ 58″ O       | Haupthaus                                                                 |                  | 34064874 | BW   |
| Landstraße 13 52° 10′ 27″ N, 9° 9′ 8″ O       | Haupthaus                                                                 |                  | 34064894 | BW   |
| Landstraße 52° 10′ 22″ N, 9° 9′ 13″ O         | Wohnhäuser Landstraße 28, 30                                              | Baudenkmalgruppe | 34063071 | BW   |
| Landstraße 28 52° 10′ 22″ N, 9° 9′ 12″ O      | Wohnhaus. (Baudenkmalgruppe: Wohnhäuser Landstraße 28, 30)                |                  | 34064914 | BW   |
| Landstraße 30 52° 10′ 22″ N, 9° 9′ 13″ O      | Wohnhaus. (Baudenkmalgruppe: Wohnhäuser Landstraße 28, 30)                |                  | 34064936 | BW   |

## Kohlenstädt
Hier sind keine Baudenkmale bekannt.

## Krankenhagen
| Lage                                                 | Bezeichnung                                                | Beschreibung             | ID       | Bild |
| ---------------------------------------------------- | ---------------------------------------------------------- | ------------------------ | -------- | ---- |
| Am Brink 8 52° 9′ 19″ N, 9° 4′ 35″ O                 | Backhaus                                                   |                          | 34065002 |      |
| Eulenbrink 5 52° 9′ 11″ N, 9° 4′ 16″ O               | Wohnhaus                                                   |                          | 34064962 | BW   |
| Extertalstraße 23 52° 8′ 40″ N, 9° 4′ 54″ O          | Leibzucht                                                  |                          | 34064982 | BW   |
| Extertalstraße 25 52° 8′ 35″ N, 9° 4′ 54″ O          | Wassermühle Krankenhagen                                   | Baudenkmalgruppe         | 35493524 | BW   |
| Extertalstraße 25 52° 8′ 31″ N, 9° 4′ 51″ O          | Wehr. (Baudenkmalgruppe: Wassermühle Krankenhagen)         | Kaskadenwehr             | 35493589 | BW   |
| Extertalstraße 25 52° 8′ 35″ N, 9° 4′ 53″ O          | Mühlengraben. (Baudenkmalgruppe: Wassermühle Krankenhagen) |                          | 35493890 | BW   |
| Extertalstraße 25 52° 8′ 35″ N, 9° 4′ 54″ O          | Wassermühle. (Baudenkmalgruppe: Wassermühle Krankenhagen)  | Wassermühle Krankenhagen | 35493399 | BW   |
| Friedrichshöher Straße 52° 9′ 4″ N, 9° 5′ 8″ O       | Brücke (Bauwerk)                                           |                          | 34065022 | BW   |
| Friedrichshöher Straße 3 52° 9′ 6″ N, 9° 5′ 10″ O    | Haupthaus                                                  |                          | 34065042 | BW   |
| Friedrichshöher Straße 3 52° 9′ 5″ N, 9° 5′ 12″ O    | Backhaus                                                   |                          | 34065062 | BW   |
| Friedrichshöher Straße 24a 52° 8′ 44″ N, 9° 5′ 15″ O | Wohnhaus                                                   |                          | 34065084 | BW   |
| Hinterm Land 7 52° 9′ 21″ N, 9° 4′ 50″ O             | Wohnhaus                                                   |                          | 34065105 | BW   |

## Möllenbeck
| Lage                                                | Bezeichnung                                                  | Beschreibung       | ID       | Bild           |
| --------------------------------------------------- | ------------------------------------------------------------ | ------------------ | -------- | -------------- |
| Kloster Möllenbeck 1, 2, 3 52° 10′ 4″ N, 9° 2′ 2″ O | ehemaliges Kloster, Am Kloster 1                             | Baudenkmalgruppe   | 34063085 | Weitere Bilder |
| Kloster Möllenbeck 1, 2, 3 52° 10′ 5″ N, 9° 2′ 5″ O | Kloster (Baukomplex). (Baudenkmalgruppe: ehemaliges Kloster) | Kloster Möllenbeck | 34065167 |                |
| Am Kloster 1 52° 10′ 3″ N, 9° 2′ 3″ O               | Stall. (Baudenkmalgruppe: ehemaliges Kloster)                | Domäne Möllenbeck  | 44757278 |                |
| Am Kloster 1 52° 10′ 2″ N, 9° 2′ 4″ O               | Schuppen (Bauwerk). (Baudenkmalgruppe: ehemaliges Kloster)   | Domäne Möllenbeck  | 44757339 |                |
| Am Kloster 1 52° 10′ 1″ N, 9° 2′ 3″ O               | Stall/Speicher. (Baudenkmalgruppe: ehemaliges Kloster)       | Domäne Möllenbeck  | 44757439 |                |
| Am Kloster 1 52° 10′ 0″ N, 9° 2′ 1″ O               | Rindviehstall. (Baudenkmalgruppe: ehemaliges Kloster)        | Domäne Möllenbeck  | 44757466 |                |
| Am Kloster 1 52° 10′ 1″ N, 9° 1′ 59″ O              | Siloanlage. (Baudenkmalgruppe: ehemaliges Kloster)           | Domäne Möllenbeck  | 44757503 |                |
| Am Kloster 1 52° 10′ 2″ N, 9° 1′ 58″ O              | Scheune. (Baudenkmalgruppe: ehemaliges Kloster)              | Domäne Möllenbeck  | 34065417 |                |
| Am Kloster 1 52° 10′ 2″ N, 9° 1′ 56″ O              | Arbeiterwohnhaus. (Baudenkmalgruppe: ehemaliges Kloster)     | Domäne Möllenbeck  | 44757785 |                |
| Am Kloster 1 52° 10′ 2″ N, 9° 1′ 57″ O              | Stall. (Baudenkmalgruppe: ehemaliges Kloster)                | Domäne Möllenbeck  | 44757816 |                |
| Am Kloster 1 52° 10′ 3″ N, 9° 1′ 57″ O              | Waschküche. (Baudenkmalgruppe: ehemaliges Kloster)           | Domäne Möllenbeck  | 44757860 |                |
| Am Kloster 1 52° 10′ 5″ N, 9° 2′ 1″ O               | Herrenhaus (Bauwerk). (Baudenkmalgruppe: ehemaliges Kloster) | Domäne Möllenbeck  | 34065198 |                |
| Am Kloster 1 52° 10′ 6″ N, 9° 2′ 3″ O               | Arbeiterwohnhaus. (Baudenkmalgruppe: ehemaliges Kloster)     | Domäne Möllenbeck  | 44757765 |                |
| Ellerburg 1 52° 11′ 21″ N, 9° 0′ 23″ O              | Wirtschaftsgebäude                                           |                    | 34065221 | BW             |
| Hessendorfer Straße 11 52° 10′ 3″ N, 9° 3′ 7″ O     | Wohn-/Wirtschaftsgebäude                                     |                    | 34065244 |                |
| Hildburgstraße 4 52° 9′ 57″ N, 9° 1′ 55″ O          | Wohnhaus                                                     | Doppelwohnhaus     | 34065264 |                |
| Hildburgstraße 23 52° 9′ 47″ N, 9° 1′ 49″ O         | Wohnhaus                                                     |                    | 34065285 |                |
| Hildburgstraße 26 52° 9′ 46″ N, 9° 1′ 46″ O         | Wohnhaus                                                     |                    | 34065305 |                |
| Lemgoer Straße 10 52° 9′ 55″ N, 9° 2′ 2″ O          | Pfarrhaus                                                    |                    | 34065347 |                |

## Rinteln

### Rinteln-Nord
Rintelns Baudenkmale nördlich (rechts) der Weser:

| Lage                                                      | Bezeichnung                                                                  | Beschreibung                   | ID       | Bild           |
| --------------------------------------------------------- | ---------------------------------------------------------------------------- | ------------------------------ | -------- | -------------- |
| Bahnhofstraße 1 52° 11′ 29″ N, 9° 4′ 56″ O                | Villa                                                                        |                                | 34066043 | BW             |
| Bahnhofstraße 52° 11′ 32″ N, 9° 4′ 57″ O                  | Wohn-, Gesch.Häuser Bahnhofstr. 3-5                                          | Baudenkmalgruppe               | 34062736 | BW             |
| Bahnhofstraße 3 52° 11′ 31″ N, 9° 4′ 55″ O                | Wohn-/Geschäftshaus. (Baudenkmalgruppe: Wohn-, Gesch.Häuser Bahnhofstr. 3-5) |                                | 34066063 | BW             |
| Bahnhofstraße 4 52° 11′ 32″ N, 9° 4′ 56″ O                | Wohn-/Geschäftshaus. (Baudenkmalgruppe: Wohn-, Gesch.Häuser Bahnhofstr. 3-5) |                                | 34066085 | BW             |
| Bahnhofstraße 5 52° 11′ 33″ N, 9° 4′ 56″ O                | Wohn-/Geschäftshaus. (Baudenkmalgruppe: Wohn-, Gesch.Häuser Bahnhofstr. 3-5) |                                | 34066107 | BW             |
| Bahnhofstraße 38 52° 11′ 29″ N, 9° 4′ 53″ O               | Wohnhaus                                                                     |                                | 34066129 |                |
| Bahnhofsweg 1 52° 11′ 54″ N, 9° 4′ 42″ O                  | Empfangsgebäude                                                              | Bahnhof Rinteln Nord           | 34066149 | Weitere Bilder |
| Hafenstraße 4 52° 11′ 41″ N, 9° 4′ 43″ O                  | Wohnhaus Hafenstraße 4                                                       | Baudenkmalgruppe               | 34062794 | BW             |
| Hafenstraße 4 52° 11′ 40″ N, 9° 4′ 44″ O                  | Einfriedung. (Baudenkmalgruppe: Wohnhaus Hafenstraße 4)                      |                                | 44032725 | BW             |
| Hafenstraße 4 52° 11′ 41″ N, 9° 4′ 43″ O                  | Pavillon. (Baudenkmalgruppe: Wohnhaus Hafenstraße 4)                         |                                | 44032762 | BW             |
| Hafenstraße 4 52° 11′ 42″ N, 9° 4′ 43″ O                  | Wohnhaus. (Baudenkmalgruppe: Wohnhaus Hafenstraße 4)                         |                                | 34067220 | BW             |
| Heinrichstraße, Friedrichstraße 52° 12′ 0″ N, 9° 4′ 14″ O | Arbeiterwohnhäuser Friedrichstr. 6                                           | Baudenkmalgruppe               | 34062817 |                |
| Friedrichstraße 6 52° 11′ 58″ N, 9° 4′ 13″ O              | Wohnhaus. (Baudenkmalgruppe: Arbeiterwohnhäuser Friedrichstr. 6)             | Arbeiterwohnhaus               | 34067058 | BW             |
| Heinrichstraße 1/1A 52° 12′ 0″ N, 9° 4′ 14″ O             | Wohnhaus. (Baudenkmalgruppe: Arbeiterwohnhäuser Friedrichstr. 6)             | Arbeiterwohnhaus               | 34067263 | BW             |
| Heinrichstraße 2/2A 52° 12′ 0″ N, 9° 4′ 14″ O             | Wohnhaus. (Baudenkmalgruppe: Arbeiterwohnhäuser Friedrichstr. 6)             | Arbeiterwohnhaus               | 34067286 | BW             |
| Heinrichstraße 3/3A 52° 12′ 1″ N, 9° 4′ 14″ O             | Wohnhaus. (Baudenkmalgruppe: Arbeiterwohnhäuser Friedrichstr. 6)             | Arbeiterwohnhaus               | 39772815 | BW             |
| Heinrichstraße 6/6A 52° 12′ 1″ N, 9° 4′ 13″ O             | Wohnhaus. (Baudenkmalgruppe: Arbeiterwohnhäuser Friedrichstr. 6)             | Arbeiterwohnhaus               | 34067332 | BW             |
| Heinrichstraße 7/7A 52° 12′ 0″ N, 9° 4′ 13″ O             | Wohnhaus. (Baudenkmalgruppe: Arbeiterwohnhäuser Friedrichstr. 6)             | Arbeiterwohnhaus               | 34067355 | BW             |
| Heinrichstraße 8/8A 52° 12′ 0″ N, 9° 4′ 13″ O             | Wohnhaus. (Baudenkmalgruppe: Arbeiterwohnhäuser Friedrichstr. 6)             | Arbeiterwohnhaus               | 34067380 | BW             |
| Mindener Straße 1 A 52° 11′ 55″ N, 9° 4′ 51″ O            | Lokschuppen                                                                  | Bahnhof Rinteln                | 34068761 |                |
| Schildgraben 52° 11′ 39″ N, 9° 5′ 5″ O                    | Brücke (Bauwerk)                                                             |                                | 34069272 | BW             |
| Steinberger Straße 42 52° 12′ 27″ N, 9° 6′ 17″ O          | Hotel                                                                        | Zur Grafensteinerhöh           | 34063561 | BW             |
| Wesergebirge, Luhdener Klippe 52° 12′ 49″ N, 9° 5′ 37″ O  | Klippenturm                                                                  |                                | 34068378 | Weitere Bilder |
| Weser/B 238, km 0,076 52° 11′ 25″ N, 9° 4′ 53″ O          | Brücke (Bauwerk)                                                             | Hindenburgbrücke über WL Weser | 34066016 | Weitere Bilder |

### Rinteln-Süd
Rintelns Baudenkmale südlich (links) der Weser:

| Lage                                                                                           | Bezeichnung                                                                                 | Beschreibung | ID       | Bild           |
| ---------------------------------------------------------------------------------------------- | ------------------------------------------------------------------------------------------- | --- | -------- | -------------- |
| Auf dem großen Hasenkamp (zwischen Doktorseeweg und Hartler Straße) 52° 11′ 22″ N, 9° 4′ 15″ O | Gartenhaus                                                                                  | Rokoko-Baudenkmal: Gartenpavillon erbaut ca. 1780 saniert 1994. | 34065530 |                |
| Auf dem großen Hasenkamp (zwischen Doktorseeweg und Hartler Straße) 52° 11′ 22″ N, 9° 4′ 15″ O | Torpfeiler                                                                                  | | 34070696 | BW             |
| Bäckerstraße 1 52° 11′ 12″ N, 9° 4′ 51″ O                                                      | Wohnhaus                                                                                    | | 34065551 | Weitere Bilder |
| Bäckerstraße 3 52° 11′ 12″ N, 9° 4′ 51″ O                                                      | Wohn-/Geschäftshaus                                                                         | | 34065571 | Weitere Bilder |
| Bäckerstraße 4 52° 11′ 12″ N, 9° 4′ 51″ O                                                      | Wohn-/Geschäftshaus                                                                         | Zweigeschossiger Wandständerbau mit rückwärtigem Flügel; die Jahreszahl "1530" am Dielentor später hinzugefügt. Das Gebäude wurde 1542 dendrodatiert. Das Innere um 1957 entkernt. | 34065597 | Weitere Bilder |
| Bäckerstraße 5 52° 11′ 11″ N, 9° 4′ 51″ O                                                      | Wohn-/Geschäftshaus                                                                         | Zweigeschossiger Fachwerkbau in Ecklage mit traufseitigem, reich beschnitztem Dielentor, errichtet 1570. Das Innere 1988/89 entkernt. | 34065619 | Weitere Bilder |
| Bäckerstraße 5 52° 11′ 11″ N, 9° 4′ 51″ O                                                      | Nebengebäude                                                                                | | 34070806 | Weitere Bilder |
| Bäckerstraße 6 52° 11′ 11″ N, 9° 4′ 51″ O                                                      | Wohn-/Geschäftshaus                                                                         | | 34065642 | Weitere Bilder |
| Bäckerstraße 7 52° 11′ 10″ N, 9° 4′ 51″ O                                                      | Wohnhaus                                                                                    | Zweigeschossiges Fachwerkgiebelhaus, bezeichnet 1537. Der Speicherstock über Knaggen vorkragend. | 34065662 | Weitere Bilder |
| Bäckerstraße 8 52° 11′ 10″ N, 9° 4′ 51″ O                                                      | Wohnhaus                                                                                    | | 34065682 | Weitere Bilder |
| Bäckerstraße 10 52° 11′ 9″ N, 9° 4′ 51″ O                                                      | Wohnhaus                                                                                    | | 34065702 | Weitere Bilder |
| Bäckerstraße 11 52° 11′ 9″ N, 9° 4′ 51″ O                                                      | Wohn-/Geschäftshaus                                                                         | | 34065722 | Weitere Bilder |
| Bäckerstraße 12 52° 11′ 9″ N, 9° 4′ 50″ O                                                      | Wohn-/Geschäftshaus                                                                         | | 34065742 | Weitere Bilder |
| Bäckerstraße 12 52° 11′ 9″ N, 9° 4′ 50″ O                                                      | Hinterhaus                                                                                  | | 34070890 |                |
| Bäckerstraße 15 52° 11′ 8″ N, 9° 4′ 50″ O                                                      | Wohnhaus                                                                                    | Zweigeschossiger giebelständiger Fachwerkbau mit Diele, bezeichnet 1610. | 34065763 | Weitere Bilder |
| Bäckerstraße 16 52° 11′ 7″ N, 9° 4′ 50″ O                                                      | Wohnhaus                                                                                    | Fachwerk-Giebelhaus, bezeichnet 1616. | 34065783 | Weitere Bilder |
| Bäckerstraße 17 52° 11′ 7″ N, 9° 4′ 50″ O                                                      | Wohn-/Geschäftshaus                                                                         | Giebelständiger zweigeschossiger Fachwerkbau, errichtet um 1550. | 34065803 | Weitere Bilder |
| Bäckerstraße 21 52° 11′ 6″ N, 9° 4′ 50″ O                                                      | Wohnhaus                                                                                    | Giebelständiger Fachwerkbau mit hohem Dielentor, bezeichnet 1571. | 34065848 | Weitere Bilder |
| Bäckerstraße 22 52° 11′ 6″ N, 9° 4′ 50″ O                                                      | Wohnhaus                                                                                    | | 34065868 | Weitere Bilder |
| Bäckerstraße 27 52° 11′ 4″ N, 9° 4′ 50″ O                                                      | Wohnhaus                                                                                    | Eingeschossiger Wandständerbau von 1661. 1990 abgebrochen. Dem Neubau wurde die alte Fachwerkfassade vorgeblendet. | 34065888 | Weitere Bilder |
| Bäckerstraße 28 52° 11′ 4″ N, 9° 4′ 50″ O                                                      | Wohnhaus                                                                                    | | 34065908 | Weitere Bilder |
| Bäckerstraße 46 52° 11′ 7″ N, 9° 4′ 52″ O                                                      | Wohnhaus                                                                                    | | 34065928 |                |
| Bäckerstraße 54 52° 11′ 10″ N, 9° 4′ 52″ O                                                     | Wohnhaus                                                                                    | | 45733891 |                |
| Bäckerstraße 59 52° 11′ 11″ N, 9° 4′ 54″ O                                                     | Steinwerk                                                                                   | Zweigeschossiges steinernes Hinterhaus des 16. Jahrhunderts. Das aus Fachwerk bestehende Vorderhaus des 17./18. Jahrhunderts wurde 1976 durch einen Neubau ersetzt. | 34065974 | BW             |
| Bäckerstraße 61 52° 11′ 12″ N, 9° 4′ 53″ O                                                     | Wohn-/Geschäftshaus                                                                         | | 34065996 |                |
| Blumenwall 52° 11′ 19″ N, 9° 4′ 42″ O                                                          | Wallanlage (Baukomplex)                                                                     | Blumenwall | 34070387 |                |
| Blumenwall 52° 11′ 21″ N, 9° 4′ 46″ O                                                          | Kriegerdenkmal                                                                              | | 34066169 | Weitere Bilder |
| Blumenwall 52° 11′ 21″ N, 9° 4′ 43″ O                                                          | Gedenkstätte                                                                                | Stürmender Jäger | 34066190 | Weitere Bilder |
| Brennerstraße 52° 11′ 21″ N, 9° 5′ 0″ O                                                        | Denkmal                                                                                     | Ehrenmal | 34066231 |                |
| Blumenwall 2 52° 11′ 14″ N, 9° 4′ 36″ O                                                        | Villa                                                                                       | | 34066211 | BW             |
| Brennerstraße 3 52° 11′ 20″ N, 9° 4′ 59″ O                                                     | Wohn-/Geschäftshaus                                                                         | Eingeschossiges Fachwerkhaus-Dielenhaus in Giebelstellung, bezeichnet 1637. | 34066252 | BW             |
| Brennerstraße 14 52° 11′ 17″ N, 9° 4′ 58″ O                                                    | Wohn-/Geschäftshaus                                                                         | Eingeschossiges Fachwerk-Dielenhaus in Giebelstellung, bezeichnet 1576. Auf der linken Seiten eine Auslucht. Die Balken sind mit Fächerrosetten verziert. 1991 entkernt. | 34066293 | Weitere Bilder |
| Brennerstraße 15 52° 11′ 17″ N, 9° 4′ 58″ O                                                    | Wohn-/Geschäftshaus                                                                         | | 34066313 | BW             |
| Brennerstraße 18 52° 11′ 15″ N, 9° 4′ 57″ O                                                    | Wohn-/Geschäftshaus                                                                         | | 34066332 | Weitere Bilder |
| Brennerstraße 19 52° 11′ 14″ N, 9° 4′ 57″ O                                                    | Wohn-/Geschäftshaus                                                                         | Altes Museum. Eingeschossiger Fachwerkbau, bezeichnet 1620. Die Hölzer und Brüstungsplatten reich mit Beschlagwerk verziert. 1907 durchgreifend verändert. Um 1970 entkernt. | 34066352 | Weitere Bilder |
| Brennerstraße 20 52° 11′ 13″ N, 9° 4′ 57″ O                                                    | Wohn-/Geschäftshaus                                                                         | sogenanntes Geßnersche Haus | 34070490 | Weitere Bilder |
| Brennerstraße 23 52° 11′ 13″ N, 9° 4′ 58″ O                                                    | Wohnhaus                                                                                    | | 34066372 | Weitere Bilder |
| Brennerstraße 24 52° 11′ 14″ N, 9° 5′ 0″ O                                                     | Wohnhaus                                                                                    | | 34066392 |                |
| Brennerstraße 25 52° 11′ 13″ N, 9° 4′ 58″ O                                                    | Wohnhaus                                                                                    | | 34066413 |                |
| Brennerstraße 30 52° 11′ 15″ N, 9° 4′ 59″ O                                                    | Wohnhaus                                                                                    | | 34066433 |                |
| Brennerstraße 42 52° 11′ 19″ N, 9° 5′ 0″ O                                                     | Wohn-/Geschäftshaus                                                                         | | 34066453 | Weitere Bilder |
| Brennerstraße 42 52° 11′ 19″ N, 9° 5′ 1″ O                                                     | Nebengebäude                                                                                | | 34070827 | Weitere Bilder |
| Brennerstraße 44 52° 11′ 20″ N, 9° 5′ 0″ O                                                     | Wohnhaus                                                                                    | | 34066484 |                |
| Brennerstraße 47 52° 11′ 21″ N, 9° 5′ 0″ O                                                     | Wohn-/Geschäftshaus                                                                         | | 34066508 | Weitere Bilder |
| Dauestraße 3 52° 10′ 56″ N, 9° 4′ 35″ O                                                        | Schule                                                                                      | | 34066545 | BW             |
| Dingelstedtwall 52° 11′ 0″ N, 9° 4′ 49″ O                                                      | Gartenhäuschen                                                                              | | 34066566 | BW             |
| Dingelstedtwall 52° 10′ 59″ N, 9° 4′ 46″ O                                                     | Villen Dingelstedtwall 5-8                                                                  | Baudenkmalgruppe | 34062750 | BW             |
| Dingelstedtwall 5 52° 11′ 0″ N, 9° 4′ 46″ O                                                    | Villa. (Baudenkmalgruppe: Villen Dingelstedtwall 5-8)                                       | | 34066586 | BW             |
| Dingelstedtwall 6 52° 11′ 0″ N, 9° 4′ 47″ O                                                    | Villa. (Baudenkmalgruppe: Villen Dingelstedtwall 5-8)                                       | | 34066608 | BW             |
| Dingelstedtwall 7 52° 10′ 59″ N, 9° 4′ 47″ O                                                   | Villa. (Baudenkmalgruppe: Villen Dingelstedtwall 5-8)                                       | | 34066633 | BW             |
| Dingelstedtwall 8 52° 10′ 59″ N, 9° 4′ 48″ O                                                   | Villa. (Baudenkmalgruppe: Villen Dingelstedtwall 5-8)                                       | | 34066666 | BW             |
| Dingelstedtwall 14 52° 11′ 0″ N, 9° 4′ 53″ O                                                   | Wohnhaus                                                                                    | | 34070104 | BW             |
| Dingelstedtwall 24 52° 11′ 0″ N, 9° 5′ 2″ O                                                    | Wohnhaus                                                                                    | | 34066688 | BW             |
| Dingelstedtwall 52° 11′ 9″ N, 9° 5′ 10″ O                                                      | Rinteln, Dingelstedtwall 38-47                                                              | Baudenkmalgruppe | 34063249 | BW             |
| Dingelstedtwall 38 52° 11′ 8″ N, 9° 5′ 5″ O                                                    | Wohnhaus. (Baudenkmalgruppe: Dingelstedtwall 38-47)                                         | | 34069763 | BW             |
| Dingelstedtwall 39 52° 11′ 8″ N, 9° 5′ 5″ O                                                    | Wohnhaus. (Baudenkmalgruppe: Dingelstedtwall 38-47)                                         | | 34069787 | BW             |
| Dingelstedtwall 40 52° 11′ 9″ N, 9° 5′ 6″ O                                                    | Wohnhaus. (Baudenkmalgruppe: Dingelstedtwall 38-47)                                         | | 34069812 | BW             |
| Dingelstedtwall 41 52° 11′ 9″ N, 9° 5′ 7″ O                                                    | Wohnhaus. (Baudenkmalgruppe: Dingelstedtwall 38-47)                                         | | 34066708 | BW             |
| Dingelstedtwall 42 52° 11′ 9″ N, 9° 5′ 7″ O                                                    | Wohnhaus. (Baudenkmalgruppe: Dingelstedtwall 38-47)                                         | | 34069836 | BW             |
| Dingelstedtwall 44 52° 11′ 10″ N, 9° 5′ 9″ O                                                   | Wohnhaus. (Baudenkmalgruppe: Dingelstedtwall 38-47)                                         | | 34069860 | BW             |
| Dingelstedtwall 45 52° 11′ 10″ N, 9° 5′ 10″ O                                                  | Wohnhaus. (Baudenkmalgruppe: Dingelstedtwall 38-47)                                         | | 34069882 |                |
| Dingelstedtwall 46 52° 11′ 11″ N, 9° 5′ 9″ O                                                   | Wohnhaus. (Baudenkmalgruppe: Dingelstedtwall 38-47)                                         | | 34069906 |                |
| Dingelstedtwall 47 52° 11′ 11″ N, 9° 5′ 8″ O                                                   | Wohnhaus. (Baudenkmalgruppe: Dingelstedtwall 38-47)                                         | | 34069930 | BW             |
| Enge Straße 52° 11′ 20″ N, 9° 4′ 54″ O                                                         | Doppelwohnhaus Enge Str. 2/3 und Straßengiebel Nr. 4                                        | Baudenkmalgruppe. | 34062766 | Weitere Bilder |
| Enge Straße 1 52° 11′ 21″ N, 9° 4′ 54″ O                                                       | Nebengebäude. (Baudenkmalgruppe: Doppelwohnhaus Enge Str. 2/3 und Straßengiebel Nr. 4)      | | 34070125 | BW             |
| Enge Straße 2/3 52° 11′ 20″ N, 9° 4′ 54″ O                                                     | Wohnhaus. (Baudenkmalgruppe: Doppelwohnhaus Enge Str. 2/3 und Straßengiebel Nr. 4)          | Traufständiger zweigeschossiger Fachwerkbau, bezeichnet 1531. 1987 entkernt. | 34066738 | Weitere Bilder |
| Enge Straße 4 52° 11′ 20″ N, 9° 4′ 54″ O                                                       | Straßengiebel. (Baudenkmalgruppe: Doppelwohnhaus Enge Straße 2, 3 und Straßengiebel Nr. 4)  | Giebelständiger Fachwerkbau unter Satteldach. Mittig rundbogiges Dielentor. Giebeldreieck zweifach vorkragend. Nach Abbruch und weitestgehendem Neubau des Wohnhauses wird allein das Bauteil Straßenfassade wegen seiner straßenbildprägenden Wirkung im Denkmalverzeichnis geführt. | 34066761 | BW             |
| Enge Straße 19 52° 11′ 15″ N, 9° 4′ 53″ O                                                      | Wohn-/Geschäftshaus                                                                         | | 34066808 | Weitere Bilder |
| Enge Straße 23 52° 11′ 17″ N, 9° 4′ 54″ O                                                      | Wohn-/Geschäftshaus                                                                         | Giebelständiger Fachwerkbau mit Dielentor, errichtet um 1550. | 34066828 | Weitere Bilder |
| Enge Straße 25 52° 11′ 17″ N, 9° 4′ 54″ O                                                      | Wohnhaus                                                                                    | Traufständiger Fachwerkbau, um 1545. Um 1980 entkernt. | 34066848 | Weitere Bilder |
| Enge Straße 28 52° 11′ 18″ N, 9° 4′ 54″ O                                                      | Wohn-/Geschäftshaus                                                                         | | 34066868 | Weitere Bilder |
| Enge Straße 30 52° 11′ 19″ N, 9° 4′ 55″ O                                                      | Wohnhaus                                                                                    | | 34066888 | Weitere Bilder |
| Enge Straße 30 52° 11′ 19″ N, 9° 4′ 55″ O                                                      | Nebengebäude                                                                                | | 34070848 | Weitere Bilder |
| Enge Straße 31 52° 11′ 19″ N, 9° 4′ 55″ O                                                      | Wohnhaus                                                                                    | | 34066909 | Weitere Bilder |
| Exterweg 52° 11′ 1″ N, 9° 5′ 27″ O                                                             | Gartenhäuschen                                                                              | | 34066951 | BW             |
| Friedrich-Wilhelm-Ande-Platz 52° 10′ 45″ N, 9° 4′ 24″ O                                        | Denkmal                                                                                     | Friedrich-Wilhelm Ande | 34067033 |                |
| Giebelgasse 2-6 52° 11′ 11″ N, 9° 4′ 48″ O                                                     | Wohnhäuser Giebelgasse 2-6                                                                  | Baudenkmalgruppe | 34062780 |                |
| Giebelgasse 2 52° 11′ 11″ N, 9° 4′ 48″ O                                                       | Wohnhaus. (Baudenkmalgruppe: Wohnhäuser Giebelgasse 2-6)                                    | | 34067099 |                |
| Giebelgasse 3 52° 11′ 11″ N, 9° 4′ 48″ O                                                       | Wohnhaus. (Baudenkmalgruppe: Wohnhäuser Giebelgasse 2-6)                                    | | 34067121 |                |
| Giebelgasse 4 52° 11′ 11″ N, 9° 4′ 48″ O                                                       | Wohnhaus. (Baudenkmalgruppe: Wohnhäuser Giebelgasse 2-6)                                    | | 34067143 |                |
| Giebelgasse 5 52° 11′ 11″ N, 9° 4′ 48″ O                                                       | Wohnhaus. (Baudenkmalgruppe: Wohnhäuser Giebelgasse 2-6)                                    | | 34067171 | BW             |
| Giebelgasse 6 52° 11′ 11″ N, 9° 4′ 49″ O                                                       | Wohnhaus. (Baudenkmalgruppe: Wohnhäuser Giebelgasse 2-6)                                    | | 34067195 |                |
| Hartler Straße 52° 11′ 24″ N, 9° 4′ 38″ O                                                      | Bleichhütte                                                                                 | | 34067243 | BW             |
| Hinter der Mauer 52° 11′ 20″ N, 9° 5′ 2″ O                                                     | Bruchsteinmauer                                                                             | | 34067405 |                |
| Josua-Stegmann-Wall 8 52° 11′ 4″ N, 9° 4′ 34″ O                                                | Villa                                                                                       | | 34067425 | BW             |
| Kapellenwall 52° 11′ 17″ N, 9° 5′ 5″ O                                                         | Wohnhäuser Kapellenwall 1-7                                                                 | Baudenkmalgruppe | 34062832 |                |
| Kapellenwall 1 52° 11′ 18″ N, 9° 5′ 5″ O                                                       | Wohnhaus. (Baudenkmalgruppe: Wohnhäuser Kapellenwall 1-7)                                   | | 34067466 |                |
| Kapellenwall 2 52° 11′ 18″ N, 9° 5′ 5″ O                                                       | Wohnhaus. (Baudenkmalgruppe: Wohnhäuser Kapellenwall 1-7)                                   | | 34067488 |                |
| Kapellenwall 3 52° 11′ 17″ N, 9° 5′ 5″ O                                                       | Wohnhaus. (Baudenkmalgruppe: Wohnhäuser Kapellenwall 1-7)                                   | | 34067519 |                |
| Kapellenwall 4 52° 11′ 17″ N, 9° 5′ 5″ O                                                       | Wohnhaus. (Baudenkmalgruppe: Wohnhäuser Kapellenwall 1-7)                                   | | 34067541 |                |
| Kapellenwall 5 52° 11′ 16″ N, 9° 5′ 5″ O                                                       | Wohnhaus. (Baudenkmalgruppe: Wohnhäuser Kapellenwall 1-7)                                   | | 34067563 |                |
| Kapellenwall 6 52° 11′ 16″ N, 9° 5′ 5″ O                                                       | Wohnhaus. (Baudenkmalgruppe: Wohnhäuser Kapellenwall 1-7)                                   | | 34062832 |                |
| Kapellenwall 7 52° 11′ 16″ N, 9° 5′ 5″ O                                                       | Wohnhaus. (Baudenkmalgruppe: Wohnhäuser Kapellenwall 1-7)                                   | | 34067607 |                |
| Kapellenwall 52° 11′ 18″ N, 9° 5′ 7″ O                                                         | Wohnhäuser Kapellenwall 8-13                                                                | Baudenkmalgruppe | 34063234 |                |
| Kapellenwall 8 52° 11′ 16″ N, 9° 5′ 6″ O                                                       | Wohnhaus. (Baudenkmalgruppe: Wohnhäuser Kapellenwall 8-13)                                  | | 34067629 |                |
| Kapellenwall 9 52° 11′ 17″ N, 9° 5′ 6″ O                                                       | Wohnhaus. (Baudenkmalgruppe: Wohnhäuser Kapellenwall 8-13)                                  | | 34067654 |                |
| Kapellenwall 10 52° 11′ 18″ N, 9° 5′ 6″ O                                                      | Wohnhaus. (Baudenkmalgruppe: Wohnhäuser Kapellenwall 8-13)                                  | | 34067679 |                |
| Kapellenwall 11 52° 11′ 18″ N, 9° 5′ 7″ O                                                      | Wohnhaus. (Baudenkmalgruppe: Wohnhäuser Kapellenwall 8-13)                                  | | 34067704 |                |
| Kapellenwall 12 52° 11′ 19″ N, 9° 5′ 7″ O                                                      | Wohnhaus. (Baudenkmalgruppe: Wohnhäuser Kapellenwall 8-13)                                  | | 34067729 |                |
| Kapellenwall 13 52° 11′ 19″ N, 9° 5′ 8″ O                                                      | Wohnhaus. (Baudenkmalgruppe: Wohnhäuser Kapellenwall 8-13)                                  | | 34067754 |                |
| Kapellenwall 52° 11′ 20″ N, 9° 5′ 4″ O                                                         | Kirche (Bauwerk)                                                                            | St. Sturmius | 34067445 | Weitere Bilder |
| Kirchplatz 52° 11′ 13″ N, 9° 4′ 53″ O                                                          | Brunnen                                                                                     | Glasbläserbrunnen | 34067800 | Weitere Bilder |
| Kirchplatz 52° 11′ 14″ N, 9° 4′ 54″ O                                                          | Kirche (Bauwerk)                                                                            | St. Nikolai | 34067779 | Weitere Bilder |
| Kirchplatz 52° 11′ 12″ N, 9° 4′ 54″ O                                                          | Wohn-, Geschäftshäuser Kirchplatz 1-8                                                       | Baudenkmalgruppe | 34062846 |                |
| Kirchplatz 1 52° 11′ 13″ N, 9° 4′ 52″ O                                                        | Wohn-/Geschäftshaus. (Baudenkmalgruppe: Wohn-, Geschäftshäuser Kirchplatz 1-8)              | Zweigeschossiger Fachwerkbau von 1652 mit Dielentor. | 34067821 | Weitere Bilder |
| Kirchplatz 2 52° 11′ 12″ N, 9° 4′ 53″ O                                                        | Wohn-/Geschäftshaus. (Baudenkmalgruppe: Wohn-, Geschäftshäuser Kirchplatz 1-8)              | Traufständiger Fachwerkbau von 1567 mit Fächerrosetten. 1989 entkernt. | 34067843 | Weitere Bilder |
| Kirchplatz 3 52° 11′ 12″ N, 9° 4′ 53″ O                                                        | Wohn-/Geschäftshaus. (Baudenkmalgruppe: Wohn-, Geschäftshäuser Kirchplatz 1-8)              | | 34067865 | Weitere Bilder |
| Kirchplatz 4 52° 11′ 12″ N, 9° 4′ 53″ O                                                        | Wohn-/Geschäftshaus. (Baudenkmalgruppe: Wohn-, Geschäftshäuser Kirchplatz 1-8)              | Fachwerktraufenhaus von 1677 | 34067887 | Weitere Bilder |
| Kirchplatz 5 52° 11′ 12″ N, 9° 4′ 54″ O                                                        | Wohn-/Geschäftshaus. (Baudenkmalgruppe: Wohn-, Geschäftshäuser Kirchplatz 1-8)              | Fachwerktraufenhaus von 1677, 1989 entkernt. | 34067909 | Weitere Bilder |
| Kirchplatz 6 52° 11′ 12″ N, 9° 4′ 54″ O                                                        | Wohn-/Geschäftshaus. (Baudenkmalgruppe: Wohn-, Geschäftshäuser Kirchplatz 1-8)              | | 34067931 | Weitere Bilder |
| Kirchplatz 7 52° 11′ 12″ N, 9° 4′ 55″ O                                                        | Wohn-/Geschäftshaus. (Baudenkmalgruppe: Wohn-, Geschäftshäuser Kirchplatz 1-8)              | | 34067953 | Weitere Bilder |
| Kirchplatz 8 52° 11′ 12″ N, 9° 4′ 56″ O                                                        | Wohn-/Geschäftshaus. (Baudenkmalgruppe: Wohn-, Geschäftshäuser Kirchplatz 1-8)              | | 34067975 | Weitere Bilder |
| Klosterstraße 1 52° 11′ 15″ N, 9° 4′ 47″ O                                                     | Wohn-/Geschäftshaus                                                                         | Fachwerkhaus von 1554 mit unterkellerem Hinterhaus. Das Gebäude 1723 weitgehend neu errichtet. | 34068017 |                |
| Klosterstraße 1 52° 11′ 15″ N, 9° 4′ 46″ O                                                     | Nebengebäude                                                                                | Fachwerkhaus von 1554. 1723 weitgehend neu erbaut. | 34071160 | BW             |
| Klosterstraße 3 52° 11′ 14″ N, 9° 4′ 46″ O                                                     | Hofanlage Klosterstraße 3                                                                   | Baudenkmalgruppe | 36874652 | BW             |
| Klosterstraße 3 52° 11′ 14″ N, 9° 4′ 46″ O                                                     | Vorderhaus. (Baudenkmalgruppe: Hofanlage Klosterstraße 3)                                   | | 36843307 | BW             |
| Klosterstraße 3 52° 11′ 14″ N, 9° 4′ 46″ O                                                     | Flügelbau. (Baudenkmalgruppe: Hofanlage Klosterstraße 3)                                    | östlicher Flügelbau, ehemaliges Hinterhaus von 1568. | 36874905 | BW             |
| Klosterstraße 3 52° 11′ 14″ N, 9° 4′ 45″ O                                                     | Flügelbau. (Baudenkmalgruppe: Hofanlage Klosterstraße 3)                                    | westlicher Flügelbau | 36874962 | BW             |
| Klosterstraße 3 52° 11′ 14″ N, 9° 4′ 45″ O                                                     | Scheune. (Baudenkmalgruppe: Hofanlage Klosterstraße 3)                                      | | 36874992 | BW             |
| Klosterstraße 11 52° 11′ 12″ N, 9° 4′ 42″ O                                                    | Wohnhaus                                                                                    | ehemaliger Burgmannhof/Prinzenhof. Dreigeschossiges, zum Zeil massives Wohnhaus, dessen älteste Teile von 1564 stammen. Beschnitzte Füllhölzer. Zu Anfang des 18. Jahrhunderts umfangreiche Umbaumaßnahmen, bei denen der Treppenturm hinzugefügt wurde.                              | 34068038 | Weitere Bilder |
| Klosterstraße 15 52° 11′ 10″ N, 9° 4′ 45″ O                                                    | Wohn-/Geschäftshaus                                                                         | | 34068060 | BW             |
| Klosterstraße 16 a 52° 11′ 10″ N, 9° 4′ 42″ O                                                  | Einfriedungsmauer                                                                           | | 34068080 |                |
| Klosterstraße 17 52° 11′ 8″ N, 9° 4′ 40″ O                                                     | St.-Jakobi-Kirche                                                                           | Baudenkmalgruppe | 34062860 | BW             |
| Klosterstraße 17 52° 11′ 9″ N, 9° 4′ 40″ O                                                     | Kirche (Bauwerk). (Baudenkmalgruppe: St. Jakobi-Kirche Klosterstraße 17)                    | St. Jakobi | 34068101 | Weitere Bilder |
| Klosterstraße 17 52° 11′ 9″ N, 9° 4′ 40″ O                                                     | Pfarrgebäude. (Baudenkmalgruppe: St. Jakobi-Kirche Klosterstraße 17)                        | | 34068124 |                |
| Klosterstraße 18, 18a 52° 11′ 7″ N, 9° 4′ 40″ O                                                | Klosterstraße 18, 18a                                                                       | Baudenkmalgruppe | 34063267 | BW             |
| Klosterstraße 18 52° 11′ 8″ N, 9° 4′ 42″ O                                                     | Gymnasium Ernestinum. (Baudenkmalgruppe: Klosterstraße 18, 18a)                             | ehemaliges Gymnasium | 34068148 | Weitere Bilder |
| Klosterstraße 18a 52° 11′ 7″ N, 9° 4′ 39″ O                                                    | Wohnhaus. (Baudenkmalgruppe: Klosterstraße 18, 18a)                                         | ehemaliges Gymnasium | 34070338 | BW             |
| Klosterstraße 19 52° 11′ 5″ N, 9° 4′ 43″ O                                                     | Rathaus                                                                                     | | 34068172 | Weitere Bilder |
| Klosterstraße 21 52° 11′ 5″ N, 9° 4′ 39″ O                                                     | Burgsitz                                                                                    | Eulenburg | 34068192 | Weitere Bilder |
| Klosterstraße 21 52° 11′ 6″ N, 9° 4′ 39″ O                                                     | Einfriedungsmauer                                                                           | Eulenburg | 34070998 |                |
| Klosterstraße 27 52° 11′ 6″ N, 9° 4′ 45″ O                                                     | Wohn-/Geschäftshaus                                                                         | | 34068216 | BW             |
| Klosterstraße 28 52° 11′ 7″ N, 9° 4′ 45″ O                                                     | Post                                                                                        | | 34068236 | BW             |
| Klosterstraße 39 52° 11′ 12″ N, 9° 4′ 47″ O                                                    | Wohn-/Geschäftshaus                                                                         | | 34068256 | BW             |
| Klosterstraße 42 52° 11′ 13″ N, 9° 4′ 48″ O                                                    | Wohn-/Geschäftshaus                                                                         | | 34068276 |                |
| Krankenhäger Straße 7 52° 11′ 3″ N, 9° 4′ 46″ O                                                | Wohn-/Geschäftshaus                                                                         | | 34070449 | Weitere Bilder |
| Krankenhäger Straße 11 52° 11′ 2″ N, 9° 4′ 50″ O                                               | Ackerbürgerhaus                                                                             | 1575 bezeichnet, um 1980 entkernt. | 34068296 | Weitere Bilder |
| Krankenhäger Straße 13 52° 11′ 2″ N, 9° 4′ 51″ O                                               | Wohnhaus                                                                                    | Eingeschossiger Fachwerkbau von 1569. | 34068318 | Weitere Bilder |
| Krankenhäger Straße 22 52° 11′ 3″ N, 9° 4′ 49″ O                                               | Wohnhaus                                                                                    | Zweigeschossiger Fachwerkbau mit Durchgangsdiele, bezeichnet 1574. 1989 abgebrochen und anschließend in veränderter Form wiederaufgebaut. | 34068338 | Weitere Bilder |
| Krankenhäger Straße 27 52° 11′ 3″ N, 9° 4′ 46″ O                                               | Wohnhaus                                                                                    | | 34068358 | Weitere Bilder |
| Marktplatz 52° 11′ 15″ N, 9° 4′ 51″ O                                                          | Wohn-, Geschäftshäuser Marktplatz 1-15                                                      | Baudenkmalgruppe | 34062875 |                |
| Marktplatz 1 52° 11′ 14″ N, 9° 4′ 48″ O                                                        | Wohn-/Geschäftshaus. (Baudenkmalgruppe: Wohn-, Geschäftshäuser Marktplatz 1-15)             | | 34068399 |                |
| Marktplatz 2 52° 11′ 14″ N, 9° 4′ 49″ O                                                        | Wohn-/Geschäftshaus. (Baudenkmalgruppe: Wohn-, Geschäftshäuser Marktplatz 1-15)             | | 34068421 |                |
| Marktplatz 3 52° 11′ 14″ N, 9° 4′ 49″ O                                                        | Wohn-/Geschäftshaus. (Baudenkmalgruppe: Wohn-, Geschäftshäuser Marktplatz 1-15)             | | 34068443 |                |
| Marktplatz 3a 52° 11′ 14″ N, 9° 4′ 49″ O                                                       | Wohn-/Geschäftshaus. (Baudenkmalgruppe: Wohn-, Geschäftshäuser Marktplatz 1-15)             | | 34068465 |                |
| Marktplatz 4 52° 11′ 14″ N, 9° 4′ 50″ O                                                        | Wohn-/Geschäftshaus. (Baudenkmalgruppe: Wohn-, Geschäftshäuser Marktplatz 1-15)             | | 34068487 |                |
| Marktplatz 5 52° 11′ 14″ N, 9° 4′ 50″ O                                                        | Wohn-/Geschäftshaus. (Baudenkmalgruppe: Wohn-, Geschäftshäuser Marktplatz 1-15)             | | 34068509 |                |
| Marktplatz 6 52° 11′ 14″ N, 9° 4′ 51″ O                                                        | Rathaus. (Baudenkmalgruppe: Wohn-, Geschäftshäuser Marktplatz 1-15)                         | heute Ratskeller | 34068531 | Weitere Bilder |
| Marktplatz 7 52° 11′ 14″ N, 9° 4′ 53″ O                                                        | Verwaltungsgebäude. (Baudenkmalgruppe: Wohn-, Geschäftshäuser Marktplatz 1-15)              | | 34068555 |                |
| Marktplatz 8 52° 11′ 15″ N, 9° 4′ 52″ O                                                        | Wohn-/Geschäftshaus. (Baudenkmalgruppe: Wohn-, Geschäftshäuser Marktplatz 1-15)             | Fachwerkbau mit Dachwerk von 1516. | 34068578 |                |
| Marktplatz 9 52° 11′ 15″ N, 9° 4′ 52″ O                                                        | Wohn-/Geschäftshaus. (Baudenkmalgruppe: Wohn-, Geschäftshäuser Marktplatz 1-15)             | Fachwerkbau aus der 1. Hälfte des 16. Jahrhunderts. Die Straßenfassade 1765 erneuert. | 34068601 |                |
| Marktplatz 10 52° 11′ 15″ N, 9° 4′ 51″ O                                                       | Wohn-/Geschäftshaus. (Baudenkmalgruppe: Wohn-, Geschäftshäuser Marktplatz 1-15)             | Zweigeschossiger Bau mit älterem Erdgeschoss aus Stein und 1571 aufgesetztem Fachwerk-Obergeschoss. Die Fassade mit Taubandmotiven und Fächerrosetten reich geschmückt. | 34068629 |                |
| Marktplatz 11 52° 11′ 15″ N, 9° 4′ 51″ O                                                       | Wohn-/Geschäftshaus. (Baudenkmalgruppe: Wohn-, Geschäftshäuser Marktplatz 1-15)             | | 34068651 |                |
| Marktplatz 12 52° 11′ 15″ N, 9° 4′ 51″ O                                                       | Wohn-/Geschäftshaus. (Baudenkmalgruppe: Wohn-, Geschäftshäuser Marktplatz 1-15)             | | 34068673 |                |
| Marktplatz 13 52° 11′ 15″ N, 9° 4′ 50″ O                                                       | Wohn-/Geschäftshaus. (Baudenkmalgruppe: Wohn-, Geschäftshäuser Marktplatz 1-15)             | | 34068695 |                |
| Marktplatz 14 52° 11′ 15″ N, 9° 4′ 50″ O                                                       | Wohn-/Geschäftshaus. (Baudenkmalgruppe: Wohn-, Geschäftshäuser Marktplatz 1-15)             | | 34068717 |                |
| Marktplatz 15 52° 11′ 15″ N, 9° 4′ 49″ O                                                       | Wohn-/Geschäftshaus. (Baudenkmalgruppe: Wohn-, Geschäftshäuser Marktplatz 1-15)             | | 34068739 |                |
| Mühlenexter 52° 10′ 58″ N, 9° 4′ 54″ O                                                         | Verlauf der „Neuen Exter“                                                                   | Baudenkmalgruppe | 35518559 | BW             |
| Mühlenexter 52° 11′ 10″ N, 9° 4′ 39″ O                                                         | Mühlengraben. (Baudenkmalgruppe: Verlauf der „Neuen Exter“)                                 | | 35515194 |                |
| Mühlenexter 52° 10′ 59″ N, 9° 4′ 56″ O                                                         | Wehr. (Baudenkmalgruppe: Verlauf der „Neuen Exter“)                                         | Stauschleuse | 34068782 |                |
| Mühlenexter 52° 11′ 0″ N, 9° 4′ 56″ O                                                          | Sperrtor Stauschleuse Mühlenexter („Mönche“). (Baudenkmalgruppe: Verlauf der „Neuen Exter“) | | 35515081 |                |
| Mühlenstraße 52° 11′ 21″ N, 9° 4′ 59″ O                                                        | Bruchsteinmauer                                                                             | | 34068803 |                |
| Mühlenstraße 2 52° 11′ 21″ N, 9° 4′ 53″ O                                                      | Wohn-/Geschäftshaus                                                                         | | 34068823 |                |
| Mühlenstraße 4 52° 11′ 21″ N, 9° 4′ 54″ O                                                      | Wohn-/Geschäftshaus                                                                         | | 34068843 |                |
| Münchhausenhof 1-7 52° 11′ 8″ N, 9° 4′ 58″ O                                                   | Scheune                                                                                     | Münchhausen Scheune | 34069228 |                |
| Münchhausenhof 8 52° 11′ 8″ N, 9° 5′ 2″ O                                                      | Wohnhaus                                                                                    | | 34069166 | BW             |
| Ost-Contrescarpe 52° 11′ 9″ N, 9° 5′ 15″ O                                                     | Mausoleum                                                                                   | von 1782 | 34068863 | BW             |
| Ostertorstraße 52° 11′ 13″ N, 9° 5′ 13″ O                                                      | Friedhof. (Baudenkmalgruppe: Judenfriedhof Ostertorstraße)                                  | Jüdischer Friedhof | 34068884 |                |
| Ostertorstraße 52° 11′ 13″ N, 9° 5′ 13″ O                                                      | Judenfriedhof Ostertorstraße                                                                | Baudenkmalgruppe | 34062889 | Weitere Bilder |
| Ostertorstraße 3 52° 11′ 15″ N, 9° 5′ 6″ O                                                     | Torpfeiler                                                                                  | | 34070717 |                |
| Ostertorstraße 3 52° 11′ 15″ N, 9° 5′ 6″ O                                                     | Bruchsteinmauer                                                                             | | 34068909 |                |
| Ostertorstraße 3 52° 11′ 15″ N, 9° 5′ 3″ O                                                     | Adelssitz                                                                                   | Zersenhof | 34068930 | Weitere Bilder |
| Ostertorstraße 3 52° 11′ 15″ N, 9° 5′ 2″ O                                                     | Einfriedungsmauer                                                                           | | 34071020 | Weitere Bilder |
| Ostertorstraße 22 52° 11′ 16″ N, 9° 5′ 4″ O                                                    | Grabstein (Baudenkmal). (Baudenkmalgruppe: Wohnhäuser Kapellenwall 1-7)                     | F. W. v. Loßberg | 34070311 |                |
| Ostertorstraße 22 52° 11′ 16″ N, 9° 5′ 4″ O                                                    | Grabstein (Baudenkmal). (Baudenkmalgruppe: Wohnhäuser Kapellenwall 1-7)                     | C. W. Dangers | 34070255 |                |
| Ostertorstraße 22 52° 11′ 16″ N, 9° 5′ 4″ O                                                    | Grabstein (Baudenkmal). (Baudenkmalgruppe: Wohnhäuser Kapellenwall 1-7)                     | | 34070234 |                |
| Pferdemarkt 52° 11′ 24″ N, 9° 4′ 49″ O                                                         | Schiffskran                                                                                 | Alter Weserkran | 34070600 |                |
| Pferdemarkt 52° 11′ 23″ N, 9° 4′ 47″ O                                                         | Wesertor                                                                                    | Rundbogen-Portal aus Sandsteinquadermauerwerk, im Schlussstein Löwe | 34069523 |                |
| Ritterstraße 3 52° 11′ 10″ N, 9° 4′ 56″ O                                                      | Wohnhaus                                                                                    | Eingeschossiger giebelständiger Fachwerkbau mit Dielentor, errichtet 1473. Die Straßenfassade 1551 verändert. | 34068952 |                |
| Ritterstraße 9-10 52° 11′ 8″ N, 9° 4′ 55″ O                                                    | Wohnhaus                                                                                    | | 34068992 |                |
| Ritterstraße 18 52° 11′ 5″ N, 9° 4′ 55″ O                                                      | Wohnhaus                                                                                    | | 34069012 |                |
| Ritterstraße 19 52° 11′ 3″ N, 9° 4′ 54″ O                                                      | „Burghofklinik“                                                                             | Baudenkmalgruppe | 34062903 | Weitere Bilder |
| Ritterstraße 19 52° 11′ 4″ N, 9° 4′ 54″ O                                                      | Remise. (Baudenkmalgruppe: „Burghofklinik“ Ritterstraße 19)                                 | Nutzung als Remise, Stall und Speicher | 34069055 |                |
| Ritterstraße 19 52° 11′ 4″ N, 9° 4′ 55″ O                                                      | Haupthaus. (Baudenkmalgruppe: „Burghofklinik“ Ritterstraße 19)                              | Burghofklinik. Ehemaliger Lehnshof des Hochstifts Minden. | 34069032 | Weitere Bilder |
| Ritterstraße 22 52° 11′ 2″ N, 9° 4′ 56″ O                                                      | Wohnhaus                                                                                    | | 34069077 |                |
| Ritterstraße 22 52° 11′ 2″ N, 9° 4′ 56″ O                                                      | Einfriedung                                                                                 | | 34071042 |                |
| Ritterstraße 23 52° 11′ 5″ N, 9° 5′ 0″ O                                                       | "Parkhof" Ritterstraße 23                                                                   | Baudenkmalgruppe | 34062918 |                |
| Ritterstraße 23 52° 11′ 4″ N, 9° 4′ 57″ O                                                      | Burgsitz. (Baudenkmalgruppe: "Burghofklinik" Ritterstraße 19)                               | Parkhof | 34069099 | BW             |
| Ritterstraße 23 52° 11′ 5″ N, 9° 4′ 56″ O                                                      | Einfriedungsmauer. (Baudenkmalgruppe: "Burghofklinik" Ritterstraße 19)                      | Parkhof | 34071135 |                |
| Ritterstraße 29 52° 11′ 7″ N, 9° 4′ 57″ O                                                      | Wohnhaus                                                                                    | | 34069123 |                |
| Ritterstraße 30 a 52° 11′ 8″ N, 9° 4′ 56″ O                                                    | Stadtmauer                                                                                  | | 34069207 |                |
| Ritterstraße 30 52° 11′ 8″ N, 9° 4′ 56″ O                                                      | Archiv (Bauwerk)                                                                            | "Archivhäuschen" | 34069145 | Weitere Bilder |
| Ritterstraße 30 a 52° 11′ 9″ N, 9° 4′ 57″ O                                                    | Einfriedungsmauer                                                                           | | 34069187 |                |
| Ritterstraße 37 52° 11′ 12″ N, 9° 4′ 58″ O                                                     | Portal                                                                                      | zur Schulstraße | 34069250 | BW             |
| Schmiedegasse 52° 11′ 19″ N, 9° 4′ 56″ O                                                       | Wohnhäuser Schmiedegasse 5, 6                                                               | Baudenkmalgruppe | 34062933 |                |
| Schmiedegasse 5 52° 11′ 19″ N, 9° 4′ 56″ O                                                     | Wohnhaus. (Baudenkmalgruppe: Wohnhäuser Schmiedegasse 5, 6)                                 | | 34069292 |                |
| Schmiedegasse 6 52° 11′ 19″ N, 9° 4′ 56″ O                                                     | Wohnhaus. (Baudenkmalgruppe: Wohnhäuser Schmiedegasse 5, 6)                                 | | 34069314 |                |
| Schulstraße 2 52° 11′ 11″ N, 9° 4′ 59″ O                                                       | Wohnhaus                                                                                    | | 34069336 | Weitere Bilder |
| Schulstraße 4 52° 11′ 11″ N, 9° 5′ 0″ O                                                        | Wohnhaus                                                                                    | | 34069356 | Weitere Bilder |
| Schulstraße 5 52° 11′ 11″ N, 9° 5′ 1″ O                                                        | Wohnhaus                                                                                    | Durchfahrtsdielenhaus von 1583. | 34069378 | Weitere Bilder |
| Schulstraße 8 b 52° 11′ 11″ N, 9° 5′ 3″ O                                                      | Mauer                                                                                       | | 34069398 | BW             |
| Schulstraße 9 52° 11′ 12″ N, 9° 5′ 4″ O                                                        | Schule                                                                                      | | 34069419 |                |
| Weserstraße 6 52° 11′ 19″ N, 9° 4′ 48″ O                                                       | Wohnhaus                                                                                    | | 34069545 |                |
| Weserstraße 6 52° 11′ 19″ N, 9° 4′ 47″ O                                                       | Portal                                                                                      | | 34069569 | BW             |
| Weserstraße 8 52° 11′ 18″ N, 9° 4′ 49″ O                                                       | Wohn-/Geschäftshaus                                                                         | | 34069592 | BW             |
| Weserstraße 11 52° 11′ 18″ N, 9° 4′ 49″ O                                                      | Wohn-/Geschäftshaus                                                                         | Zweigeschossiger Fachwerkbau von 1617 mit reichem Beschlagwerkdekor. | 34069612 | Weitere Bilder |
| Weserstraße 12 52° 11′ 17″ N, 9° 4′ 48″ O                                                      | Wohn-/Geschäftshaus                                                                         | | 34069632 |                |
| Weserstraße 13 52° 11′ 17″ N, 9° 4′ 48″ O                                                      | Wohn-/Geschäftshaus                                                                         | Das Vorderhaus ein mehrfach veränderter Fachwerkbau von 1540. Die Straßenfassade zu Beginn des 19. Jahrhunderts vollständig erneuert. Der anschließende Flügelbau 1669 bezeichnet. | 34070513 | BW             |
| Weserstraße 17 52° 11′ 15″ N, 9° 4′ 48″ O                                                      | Wohn-/Geschäftshaus                                                                         | | 34069652 |                |
| Weserstraße 18 52° 11′ 15″ N, 9° 4′ 47″ O                                                      | Wohn-/Geschäftshaus. (Baudenkmalgruppe: Wohn-, Geschäftshäuser Marktplatz 1-15)             | Giebelständiger Fachwerkbau, errichtet 1535. Der anschließende Flügelbau von 1572. Das gesamte Gebäude bei der 1992/93 vorgenommenen Sanierung vollständig entkernt. | 34069672 |                |
| Weserstraße 19 52° 11′ 16″ N, 9° 4′ 50″ O                                                      | Wohn-/Geschäftshaus                                                                         | | 34069698 |                |
| Weserstraße 21 52° 11′ 17″ N, 9° 4′ 50″ O                                                      | Wohn-/Geschäftshaus                                                                         | | 34069718 |                |

## Schaumburg
| Lage                                                        | Bezeichnung                                                          | Beschreibung       | ID       | Bild           |
| ----------------------------------------------------------- | -------------------------------------------------------------------- | ------------------ | -------- | -------------- |
| Burgstraße 1 52° 12′ 5″ N, 9° 12′ 6″ O                      | "Schaumburg" Burgstraße 1                                            | Baudenkmalgruppe   | 34063099 |                |
| Burgstraße 1 52° 12′ 4″ N, 9° 12′ 7″ O                      | Turm (Bauwerk). (Baudenkmalgruppe: "Schaumburg" Burgstraße 1)        | Glockenturm        | 34071588 |                |
| Burgstraße 1 52° 12′ 4″ N, 9° 12′ 7″ O                      | Backhaus. (Baudenkmalgruppe: "Schaumburg" Burgstraße 1)              |                    | 34071613 | BW             |
| Burgstraße 1 52° 12′ 4″ N, 9° 12′ 3″ O                      | Schloss (Bauwerk). (Baudenkmalgruppe: "Schaumburg" Burgstraße 1)     | Schaumburg         | 34071269 |                |
| Burgstraße 1 52° 12′ 4″ N, 9° 12′ 3″ O                      | Stall. (Baudenkmalgruppe: "Schaumburg" Burgstraße 1)                 | Schaumburg         | 34071564 | BW             |
| Burgstraße 1 52° 12′ 5″ N, 9° 12′ 4″ O                      | Turm (Bauwerk). (Baudenkmalgruppe: "Schaumburg" Burgstraße 1)        | Georgsturm         | 34071513 |                |
| Burgstraße 1 a 52° 12′ 7″ N, 9° 12′ 5″ O                    | Turm (Bauwerk). (Baudenkmalgruppe: "Schaumburg" Burgstraße 1)        | Archivturm         | 34071538 |                |
| Burgstraße 3 52° 12′ 8″ N, 9° 12′ 5″ O                      | Hofanlage Burgstraße 3                                               | Baudenkmalgruppe   | 34063116 | BW             |
| Burgstraße 3 52° 12′ 9″ N, 9° 12′ 5″ O                      | Scheune. (Baudenkmalgruppe: Hofanlage Burgstraße 3)                  |                    | 34071491 | BW             |
| Burgstraße 3 52° 12′ 8″ N, 9° 12′ 4″ O                      | Wohn-/Wirtschaftsgebäude. (Baudenkmalgruppe: Hofanlage Burgstraße 3) |                    | 34071297 | BW             |
| Heinrich-Kohlmeier-Straße 11 52° 11′ 50″ N, 9° 10′ 52″ O    | Wohnhaus                                                             | Leibzucht          | 34071372 | BW             |
| Heinrich-Kohlmeier-Straße 13/15 52° 11′ 51″ N, 9° 10′ 52″ O | Wohn-/Wirtschaftsgebäude                                             | Leibzucht          | 34071394 | BW             |
| Paschenburg 52° 12′ 17″ N, 9° 12′ 19″ O                     | "Paschenburg" Paschenburg 1, 2                                       | Baudenkmalgruppe   | 34063145 | Weitere Bilder |
| Paschenburg 1 52° 12′ 15″ N, 9° 12′ 18″ O                   | Herrenhaus (Bauwerk). (Baudenkmalgruppe: "Paschenburg")              | Paschenburg        | 34071439 | BW             |
| Paschenburg 2 52° 12′ 18″ N, 9° 12′ 20″ O                   | Scheune. (Baudenkmalgruppe: "Paschenburg")                           |                    | 34071469 | BW             |
| Domäne Coverden 52° 11′ 53″ N, 9° 12′ 0″ O                  | Domäne Coverden                                                      | Baudenkmalgruppe   | 34063131 | BW             |
| Domäne Coverden 52° 11′ 53″ N, 9° 11′ 58″ O                 | Arbeiterwohnhaus. (Baudenkmalgruppe: Domäne Coverden)                | sogenannte Kaserne | 34071637 | BW             |
| Domäne Coverden 52° 11′ 53″ N, 9° 11′ 59″ O                 | Pächterwohnhaus. (Baudenkmalgruppe: Domäne Coverden)                 |                    | 34071319 | BW             |
| Domäne Coverden 52° 11′ 53″ N, 9° 12′ 1″ O                  | Wohnhaus. (Baudenkmalgruppe: Domäne Coverden)                        | Verwalterwohnhaus  | 34071663 | BW             |
| Domäne Coverden 52° 11′ 53″ N, 9° 12′ 3″ O                  | Stall. (Baudenkmalgruppe: Domäne Coverden)                           | Pferdestall        | 34071689 | BW             |
| Domäne Coverden 52° 11′ 52″ N, 9° 11′ 58″ O                 | Park. (Baudenkmalgruppe: Domäne Coverden)                            |                    | 34071715 | BW             |

## Steinbergen
| Lage                                           | Bezeichnung                                                              | Beschreibung        | ID       | Bild           |
| ---------------------------------------------- | ------------------------------------------------------------------------ | ------------------- | -------- | -------------- |
| Arensburger Straße 2 52° 12′ 50″ N, 9° 7′ 5″ O | Haupthaus                                                                |                     | 34071854 | BW             |
| Arensburger Straße 3 52° 13′ 5″ N, 9° 7′ 1″ O  | Schloss Arensburg                                                        | Baudenkmalgruppe    | 34063159 | Weitere Bilder |
| Arensburger Straße 3 52° 13′ 5″ N, 9° 7′ 0″ O  | Park. (Baudenkmalgruppe: Schloss Arensburg)                              | Schloss Arensburg   | 34071827 |                |
| Arensburger Straße 3 52° 13′ 6″ N, 9° 7′ 5″ O  | Burg. (Baudenkmalgruppe: Schloss Arensburg)                              | Schloss Arensburg   | 34071796 |                |
| Arensburger Straße 3 52° 13′ 7″ N, 9° 7′ 5″ O  | Anbau (Gebäudeteil). (Baudenkmalgruppe: Schloss Arensburg)               |                     | 45610286 | BW             |
| Arensburger Straße 3 52° 13′ 7″ N, 9° 7′ 5″ O  | Wohngebäude. (Baudenkmalgruppe: Schloss Arensburg)                       | Burgklause          | 45610264 | BW             |
| Arensburger Straße 3 52° 13′ 8″ N, 9° 7′ 5″ O  | Zehntscheune. (Baudenkmalgruppe: Schloss Arensburg)                      |                     | 34072124 |                |
| Arensburger Straße 3 52° 13′ 7″ N, 9° 7′ 6″ O  | Auffahrtsrampe. (Baudenkmalgruppe: Schloss Arensburg)                    |                     | 34072148 |                |
| Auf der Mente 6 52° 12′ 14″ N, 9° 7′ 34″ O     | Wohnhaus                                                                 |                     | 34071874 | BW             |
| Bachstraße 10 52° 12′ 21″ N, 9° 7′ 25″ O       | Wohnhaus                                                                 |                     | 34071920 | BW             |
| Kirchstraße 1/1a 52° 12′ 10″ N, 9° 7′ 26″ O    | Hofanlage Kirchstraße 1/1a                                               | Baudenkmalgruppe    | 34063174 | BW             |
| Kirchstraße 1 52° 12′ 9″ N, 9° 7′ 26″ O        | Wohn-/Wirtschaftsgebäude. (Baudenkmalgruppe: Hofanlage Kirchstraße 1/1a) | Haupthaus           | 34071940 | BW             |
| Kirchstraße 1 52° 12′ 10″ N, 9° 7′ 25″ O       | Scheune. (Baudenkmalgruppe: Hofanlage Kirchstraße 1/1a)                  |                     | 34072099 | BW             |
| Kirchstraße 1a 52° 12′ 10″ N, 9° 7′ 26″ O      | Wohn-/Wirtschaftsgebäude. (Baudenkmalgruppe: Hofanlage Kirchstraße 1/1a) | ehemalige Leibzucht | 34072072 | BW             |
| Kirchstraße 7a 52° 12′ 11″ N, 9° 7′ 23″ O      | Leibzucht                                                                |                     | 34071967 | BW             |
| Kirchstraße 13 52° 12′ 9″ N, 9° 7′ 16″ O       | Kirche                                                                   |                     | 34072010 |                |
| Lindenbreite 5 52° 12′ 23″ N, 9° 7′ 23″ O      | Wohnhaus                                                                 |                     | 34072030 | BW             |

## Strücken
| Lage                                            | Bezeichnung              | Beschreibung | ID       | Bild |
| ----------------------------------------------- | ------------------------ | ------------ | -------- | ---- |
| Große Heide 57 52° 10′ 6″ N, 9° 8′ 10″ O        | Wohnhaus                 |              | 34072234 | BW   |
| Weserberglandstraße 11 52° 10′ 9″ N, 9° 7′ 8″ O | Wohn-/Wirtschaftsgebäude |              | 34072274 | BW   |

## Uchtdorf
| Lage                                                          | Bezeichnung                                                           | Beschreibung          | ID       | Bild |
| ------------------------------------------------------------- | --------------------------------------------------------------------- | --------------------- | -------- | ---- |
| In den Eichen 7 52° 9′ 28″ N, 9° 5′ 52″ O                     | Wassermühle                                                           |                       | 35517316 | BW   |
| In den Eichen 7 52° 9′ 27″ N, 9° 5′ 52″ O                     | Wehr                                                                  |                       | 35517340 | BW   |
| In den Eichen 7 52° 9′ 28″ N, 9° 5′ 51″ O                     | Mühlengraben                                                          |                       | 35517377 | BW   |
| Kasseler Landstraße (K 3, km 4,700) 52° 9′ 15″ N, 9° 5′ 45″ O | Brücke (Bauwerk)                                                      | Limbkebrücke WL Exter | 34072893 | BW   |
| Kasseler Landstraße 52° 9′ 17″ N, 9° 5′ 37″ O                 | Hofanlage Kasseler Landstraße 4                                       | Baudenkmalgruppe      | 34063206 | BW   |
| Kasseler Landstraße 52° 9′ 17″ N, 9° 5′ 43″ O                 | Brücke (Bauwerk). (Baudenkmalgruppe: Hofanlage Kasseler Landstraße 4) | Exterbrücke           | 34072920 | BW   |
| Kasseler Landstraße 4 52° 9′ 19″ N, 9° 5′ 36″ O               | Wagenschauer. (Baudenkmalgruppe: Hofanlage Kasseler Landstraße 4)     |                       | 34072820 | BW   |
| Kasseler Landstraße 4 52° 9′ 18″ N, 9° 5′ 37″ O               | Leibzucht. (Baudenkmalgruppe: Hofanlage Kasseler Landstraße 4)        |                       | 34072770 | BW   |
| Kasseler Landstraße 4 52° 9′ 17″ N, 9° 5′ 36″ O               | Haupthaus. (Baudenkmalgruppe: Hofanlage Kasseler Landstraße 4)        |                       | 34072941 | BW   |
| Kasseler Landstraße 4 52° 9′ 18″ N, 9° 5′ 35″ O               | Stall. (Baudenkmalgruppe: Hofanlage Kasseler Landstraße 4)            |                       | 34072795 | BW   |
| Kasseler Landstraße 4 52° 9′ 18″ N, 9° 5′ 34″ O               | Scheune. (Baudenkmalgruppe: Hofanlage Kasseler Landstraße 4)          |                       | 34072843 | BW   |
| Kasseler Landstraße 4 52° 9′ 16″ N, 9° 5′ 38″ O               | Wasch-/Backhaus. (Baudenkmalgruppe: Hofanlage Kasseler Landstraße 4)  |                       | 34072868 | BW   |
| Steinbrink 26 52° 9′ 19″ N, 9° 6′ 15″ O                       | Scheune                                                               |                       | 34072966 | BW   |
| Wennekämper Straße 52° 9′ 32″ N, 9° 6′ 9″ O                   | Gedenkstätte                                                          | Kriegerdenkmal        | 36905643 | BW   |

## Todenmann
| Lage                                       | Bezeichnung                                                                | Beschreibung                                  | ID       | Bild |
| ------------------------------------------ | -------------------------------------------------------------------------- | --------------------------------------------- | -------- | ---- |
| A 2, km 283,756 52° 13′ 14″ N, 9° 2′ 13″ O | Brücke (Bauwerk)                                                           | Talbrücke Kleinenbremen (Landesgrenze zu NRW) | 34072296 | BW   |
| Dankerser Straße 52° 12′ 6″ N, 9° 3′ 10″ O | Erbbegräbnis                                                               | Familienfriedhof auf dem Helenenberg          | 38600457 | BW   |
| Dankerser Straße 52° 12′ 1″ N, 9° 3′ 15″ O | "Gut Dankersen" Dankerser Straße                                           | Baudenkmalgruppe                              | 34063188 | BW   |
| Dankerser Straße 52° 12′ 3″ N, 9° 3′ 14″ O | Herrenhaus (Bauwerk). (Baudenkmalgruppe: "Gut Dankersen" Dankerser Straße) | Gut Dankersen                                 | 34072327 | BW   |
| Dankerser Straße 52° 12′ 1″ N, 9° 3′ 14″ O | Wohnhaus. (Baudenkmalgruppe: "Gut Dankersen" Dankerser Straße)             | Gut Dankersen, Pächterhaus                    | 34072379 | BW   |
| Dankerser Straße 52° 12′ 3″ N, 9° 3′ 12″ O | Schafstall. (Baudenkmalgruppe: "Gut Dankersen" Dankerser Straße)           | Gut Dankersen                                 | 34072434 | BW   |
| Dankerser Straße 52° 12′ 2″ N, 9° 3′ 14″ O | Taubenturm. (Baudenkmalgruppe: "Gut Dankersen" Dankerser Straße)           | Gut Dankersen                                 | 34072406 | BW   |
| Kirschenweg 4 52° 12′ 39″ N, 9° 3′ 28″ O   | Wohnhaus                                                                   |                                               | 34072359 | BW   |

## Volksen
| Lage                                     | Bezeichnung | Beschreibung | ID       | Bild |
| ---------------------------------------- | ----------- | ------------ | -------- | ---- |
| Grüner Brink 1 52° 8′ 49″ N, 9° 6′ 42″ O | Leibzucht   |              | 34073070 | BW   |
| Hasik 1 52° 8′ 42″ N, 9° 7′ 1″ O         | Scheune     |              | 34073011 | BW   |
| Weseberg 9 52° 8′ 41″ N, 9° 7′ 26″ O     | Leibzucht   |              | 34073050 | BW   |

## Wennenkamp
| Lage                                    | Bezeichnung              | Beschreibung | ID       | Bild |
| --------------------------------------- | ------------------------ | ------------ | -------- | ---- |
| Elbersgrund 1 52° 8′ 51″ N, 9° 8′ 47″ O | Wohn-/Wirtschaftsgebäude |              | 34073099 | BW   |

## Westendorf
| Lage                                            | Bezeichnung                                                              | Beschreibung       | ID       | Bild |
| ----------------------------------------------- | ------------------------------------------------------------------------ | ------------------ | -------- | ---- |
| Bauernbrink 1 52° 12′ 7″ N, 9° 8′ 57″ O         | Wohn-/Wirtschaftsgebäude                                                 |                    | 34073149 | BW   |
| Bauernbrink 2 52° 12′ 8″ N, 9° 8′ 57″ O         | Wohn-/Wirtschaftsgebäude                                                 |                    | 34073169 | BW   |
| Bauernbrink 5 52° 12′ 5″ N, 9° 8′ 52″ O         | Leibzucht                                                                |                    | 34073189 | BW   |
| Sohlkampstraße 2 52° 12′ 15″ N, 9° 8′ 58″ O     | Hofanlage Sohlkampstraße 2                                               | Baudenkmalgruppe   | 34063220 | BW   |
| Sohlkampstraße 2 52° 12′ 15″ N, 9° 8′ 58″ O     | Wohn-/Wirtschaftsgebäude. (Baudenkmalgruppe: Hofanlage Sohlkampstraße 2) |                    | 34073253 | BW   |
| Gut Echtringhausen 52° 11′ 46″ N, 9° 8′ 50″ O   | Gut Echtringhausen                                                       | Baudenkmalgruppe   | 41812532 | BW   |
| Gut Echtringhausen 1 52° 11′ 46″ N, 9° 8′ 52″ O | Scheune. (Baudenkmalgruppe: Gut Echtringhausen)                          | Gut Echtringhausen | 41814157 | BW   |
| Gut Echtringhausen 1 52° 11′ 47″ N, 9° 8′ 51″ O | Stall. (Baudenkmalgruppe: Gut Echtringhausen)                            | Gut Echtringhausen | 41814020 | BW   |
| Gut Echtringhausen 1 52° 11′ 47″ N, 9° 8′ 49″ O | Zwischenbau. (Baudenkmalgruppe: Gut Echtringhausen)                      | Gut Echtringhausen | 41813540 | BW   |
| Gut Echtringhausen 1 52° 11′ 46″ N, 9° 8′ 49″ O | Wohnhaus. (Baudenkmalgruppe: Gut Echtringhausen)                         | Gut Echtringhausen | 34073209 | BW   |
| Gut Echtringhausen 1 52° 11′ 47″ N, 9° 8′ 48″ O | Backhaus. (Baudenkmalgruppe: Gut Echtringhausen)                         | Gut Echtringhausen | 41813931 | BW   |
| Gut Echtringhausen 1 52° 11′ 48″ N, 9° 8′ 50″ O | Stall. (Baudenkmalgruppe: Gut Echtringhausen)                            | Geflügelstall      | 41815867 | BW   |
| Gut Echtringhausen 3 52° 11′ 47″ N, 9° 8′ 47″ O | Teich. (Baudenkmalgruppe: Gut Echtringhausen)                            | Gut Echtringhausen | 35509208 | BW   |
| Gut Echtringhausen 3 52° 11′ 48″ N, 9° 8′ 45″ O | Wassermühle. (Baudenkmalgruppe: Gut Echtringhausen)                      | Gut Echtringhausen | 34073229 | BW   |